# Горис
Горис (на арменски: Գորիս) е град и център на градската общност Горис, в провинция Сюник в южната част на Армения. Разположен в долината на река Горис (или Варарак), той е на 254 км от арменската столица Ереван и на 67 км от столицата на областта – град Капан. Горис е вторият по големина град в Сюник по брой на населението. По време на преброяването през 2011 г. той има население от 20 591, което е по-малко от 23 261, отчетени при преброяването от 2001 г.
Горис е седалището на Сюникската епархия на Арменската апостолическа църква.
Горис се счита за един от най-важните исторически и културни обекти на Армения. Често се смята за културен център на провинция Сюник. Поради това той е предпочитана туристическа дестинация както за местни, така и за чуждестранни пътници и има голям брой хотели и места за настаняване.
След административните реформи през 2016 г. общността на Горис е разширена, за да включи околните села Акнер, Бардзраван, Харташен, Карахундж, Хнъдзореск, Неркин Хнъдзореск, Шурнух, Веришен и Воротан.

## Етимология
През цялата си история Горис е бил известен като Корес и Горайк. Въпреки това има няколко обяснения за произхода на името. Предполага се, че името Горис произлиза от индоевропейските праезикови думи „гор“ (скала), „ес“ (съм), т.е. Горис/Корес означава скалисто място. В същия район на града в древността е имало селище.
Името Горис има много варианти, включително: Горица, Корес, Горес, Горайк, Гору и Герюси.

## История

### Древна история и Средновековие
Районът на Горис е заселен още от каменната ера. Горис вероятно е споменат за първи път по име през урартския период. Крал Руса I от Урарту, който царува между 735 и 713 г. пр. н. е., е оставил клинописен надпис, където Гурия или Горая се споменава като една от 23-те завладени от него държави, което име някои учени свързват с Горис.
През Средновековието селището е разположено в източната част на днешния Горис, на левия бряг на река Горис. Нарича се Корес и съвпада с едно от селата Гору и Горайк, споменати от Стефан Орбелян в неговия труд от XIII век „История на провинция Сюник“.
Между XII и XV век, Сюник, заедно с останалите исторически територии на Армения, страдат значително от нашествията на Селджук, Монгол, Ак Коюнлу и Кара Коюнлу.

### Персийско управление
В началото на XVI век Сюник става част от провинция Ериван в рамките на Сeфeвидска Персия. Сегашното изписване на името е споменато за първи път през 1624 г. в ръкопис на летописеца Барсег Йерец. През XVII – XVIII век князете Мелик Хюсеняни управляват района около Горис.
В началото на XVIII век регионът е център на арменската освободителна кампания, водена от Давид Бек срещу Сефевидска Персия и нахлуващите османски турци. През 1750 г. регионът става част от новосформираното Карабахско ханство.
В началото на XIX век много територии на Армения, включително района на стария Корес от Сюник, стават част от Руската империя в резултат на Гюлистанския договор, подписан на 24 октомври 1813 г. между Русия и Каджарски Иран след Руско-иранската война от 1804 – 1813 г.

### Руско управление
Под руско управление град Горис (тогава наричан Геруси) е основан през 1870 г., за да стане център на Зангезурски уезд в Елизаветполската губерния на Руската империя. През 1876 г. по инициатива на губернатора на област Старацки, по препоръка на принц Манучар-Бек Мелик Хюсейнян и с помощта на градоустройствен план на немски архитект, изграждането на новия Горис е завършено близо до стария град Корес.

### Кратка независимост (1918 – 1921)
Със създаването на Република Армения през 1918 г. Горис е включен в Зангезурския гавар („окръг“). Въпреки това, след падането на Първата арменска република през 1920 г., 2-ят панзангезурски конгрес, проведен в Татев на 26 април 1921 г., обявява независимостта на самоуправляващите се региони Даралаяз (днешна провинция Вайоц Дзор), Зангезур и части от Нагорни Карабах под името Република Планинска Армения (Lernahaystani Hanrapetutyun), с Горис като нейна де факто столица. Самопровъзгласилата се република обаче има кратък живот. Червената армия провежда мащабни военни действия в района през юни – юли 1921 г., атакувайки Сюник от север и изток. В резултат на ожесточени битки Република Планинска Армения капитулира на 13 юли 1921 г., след обещанията на Съветска Русия да запази планинския район Зангезур като част от Съветска Армения.

### Съветска власт
По време на съветската власт Горис служи като областен център на Зангезурска област на Арменската ССР. Със създаването на Гориска област през 1930 г. градът става областен център.
През 50-те години на XX век икономиката на града се стимулира с изграждането на много водноелектрически централи в района. Открити са няколко нови индустриални предприятия и са построени нови жилищни квартали.
През 1967 г. Държавният институт по педагогика в Горис е открит като филиал на Арменския държавен педагогически университет със седалище в Ереван. През 1970 г. Горис получава статут „град на републиканско подчинение“ на Арменската ССР.

### След обявяването на независимостта
След получаването на независимостта на Армения, Горис е включен в рамките на новосформираната провинция Сюник според административната реформа от 1995 г.
През 2006 г. Гориският държавен педагогически институт е преструктуриран и превърнат в Гориски държавен университет, за да стане най-големият образователен институт в Сюник.
В резултат на сливането на общности през 2016 г. община Горис е разширена, за да включи 9 от близките села.
През септември 2022 г. Горис, както и няколко други арменски града, включително Варденис (провинция Гехаркуник), Джермук (провинция Вайоц Дзор) и Сотк (Гехаркуник), са атакувани от азербайджанските въоръжени сили. Много жилищни сгради са повредени в резултат на обстрела; хората са прогонени от домовете си.

## География и климат
Горис се намира в долината на река Горис, известна още като река Варарак. Долината е заобиколена от Зангезурския хребет. Градът има средна надморска височина от 1385 метра. Околните планини са известни със своите средновековни пещерни жилища, издълбани в меките скали в южната и източната част на града. Резерватът за диви животни „Горис“ се намира на югоизток от града на височина между 1400 и 2800 метра над морското равнище, покривайки площ от 18,5 km2. Сред животните в резервата са кавказкият глухар, сърната и кафявата мечка.
Разположен в умерен и мек високопланински климатичен пояс, времето на Горис се характеризира с мека снежна зима и горещо лято. Средната температура през януари е –1,3 °C и +19 °C през юли. Годишните валежи са между 500 и 600 мм.

## Население

### Численост
| \| Година на преброяване \| Численост \| \| --------------------- \| --------- \| \| 1870 \| 1000 \| \| 1897 \| 1450 \| \| 1916 \| 2201 \| \| 1926 \| 2690 \| \| 1939 \| 5571 \| \| 1959 \| 10 337 \| \| 1970 \| 14 320 \| \| 1976 \| 17 400 \| \| 1989 \| 23 795 \| \| 2001 \| 20 840 \| |           |
| Година на преброяване | Численост |
| 1870 | 1000      |
| 1897 | 1450      |
| 1916 | 2201      |
| 1926 | 2690      |
| 1939 | 5571      |
| 1959 | 10 337    |
| 1970 | 14 320    |
| 1976 | 17 400    |
| 1989 | 23 795    |
| 2001 | 20 840    |

### Етнически състав
Населението на Горис се състои изцяло от арменци. Броят на жителите е в постепенен спад след разпадането на Съветския съюз.
До края на XIX век 74,6% от населението в Горис са етнически арменци според преброяването от 1897 г. Цифрата нараства след съветизацията на Армения, за да достигне до 98,1% при преброяването от 1926 г.
Според публикацията на Кавказкия календар от 1917 г., през 1916 г. Горис има население от 2201 души, включително 1724 арменци (78,3%), 202 мюсюлмани шиити (9,2%) и 196 руснаци (8,9%).

### Религия
Катедралата „Свети Григорий Просветител“ в Горис е седалището на Сюникската епархия на Арменската апостолическа църква. Построена е между 1897 и 1904 г. След като е осветена от католикос Мъкртич Хримян през 1903 г., църквата е официално открита през 1904 г. През февруари 1921 г. катедралата Свети Григорий в Горис е мястото, където Карекин Нъждех е обявен за Спарапет (командващ) на арменските сили на предстоящата Република Планинска Армения на тържествена церемония. Сградата на църквата е служила като регионален исторически музей по съветско време.

## Култура
Каменните пирамиди на Стария Корес, разположени на изток от съвременния град, са едно от най-атрактивните места в Горис. Старият град е дом на базиликата „Света Рипсиме“ от IV век. Базиликата е реставрирана през XVI век. По време на съветския период е затворена. Претърпява основен ремонт през 2010 г. и е отворен отново за обществеността през октомври 2013 г.
Горис е известен културен център в Сюник. Има културен дворец, обществена библиотека и драматичен театър.
Археологическият музей на Горис, открит през 1948 г., е посветен на богатата история на региона Сюник. Къщата-музей на писателя Аксел Бакунц работи в града от 1970 г., а художествената галерия работи от 2001 г. Други музеи в града включват геоложкия музей на Горис и местния музей на Горис.
Горис има богато музикално наследство на Армения и е основен център за традиционни музикални инструменти. Това е родното място на известния музикант Гусан Ашот.
Град Горис е известен със своите килими и отдавна има богата култура на тъкане на килими. Горис и околните села се считат за център на Зангезурската подгрупа на арменския килим.
Горис е дом на ежегоден фестивал на черницата, който се провежда през месец август.

## Транспорт
През Горис минава магистрала М-2, която свързва столицата Ереван с Южна Армения и Република Нагорни Карабах. От ноември 2021 г. пътят Горис – Капан, който на някои места пресича де факто арменско-азербайджанската граница, не се използва поради установяването на азербайджански граничен контрол по пътя; вместо него се използва алтернативен маршрут, който минава през Татев.
Летище Горис се намира на 10 км южно от Горис, близо до село Хот. Затворено е след разпадането на СССР през 1991 г.

## Икономика
Като дом на много предприятия за преработка на храни, икономиката на Горис се основава главно на леката промишленост. Домашно приготвените плодови водки в града са особено добри и известни.
В Горис се намира хидроелектрическата централа „Воротан“ (открита през 1989 г.), един от основните доставчици на електроенергия в Армения. Други големи промишлени фирми в Горис включват пътностроителната компания Vosmar LLC (основана през 2002 г.), производителят на електронни устройства Goris Gamma (основана през 2003 г.) и компанията Goris Group за бутилирана изворна вода (основана през 2005 г.).

## Образование
Горис е важен образователен център в провинция Сюник. Разполага със 7 средни училища, 2 гимназии, 7 детски градини, 2 спортни училища, 2 музикални училища и 1 училище по изкуства.
Държавният университет на Горис работи в града от 1967 г. В града работят и клонове на Националния политехнически университет на Армения и Ереванския държавен институт за театър и кинематография.
Горис също е дом на държавен селскостопански колеж.

## Спорт
Футбол, шах, бокс, художествена гимнастика, волейбол и баскетбол са сред най-практикуваните спортове в Горис. Спортният сектор в града се обслужва от детско-юношеската спортна школа „Горис“ (открита през 1951 г.), регионалната детско-юношеска спортна школа „Горис“ (открита през 2006 г.) и шахматната школа „Алберт Ордян“.
Футболен клуб „Зангезур“ представлява града в професионални състезания от 1982 до 1997 г., когато са принудени да се откажат поради финансови затруднения. Те играят домакинските си мачове на стадион „Горис Сити“, като два пъти печелят първо място в арменската Първа лига.

## Побратимени градове
- Несвиж, Беларус
- Виен, Франция

## Личности
- Аксел Бакунц (1899 – 1937), арменски писател
- Гусан Ашот (1907 – 1989), арменски гусан
- Серо Ханзадян (1915 – 1998), арменски писател
- Юрий Бахшян (1947 – 1999), арменски политик
- Гурос (1905 – 1981), арменски художник